# Sasaram

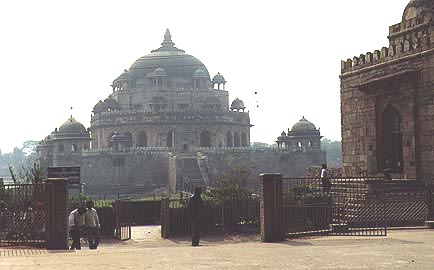
Sasaram.

Sasaram é uma cidade e sede de administração do distrito de Rohtas, no estado indiano de Bihar.